# 2MASS J16205116+3237322
2MASS J16205116+3237322 ist ein L6-Zwerg im Sternbild Nördliche Krone. Er wurde 2006 von Kuenley Chiu et al. entdeckt.